# Franklinville (Caroline du Nord)
Pour les articles homonymes, voir Franklinville (homonymie).
Franklinville est une ville du comté de Randolph, dans l’État de Caroline du Nord aux États-Unis.
En 2010, sa population était de 1 164 habitants.

## Démographie
| 1880 | 1920 | 1930 | 1940 | 1950 | 1960 |
| ---- | ---- | ---- | ---- | ---- | ---- |
| 366  | 631  | 676  | 851  | 778  | 686  |

| 1970 | 1980 | 1990 | 2000  | 2010  | - |
| ---- | ---- | ---- | ----- | ----- | - |
| 794  | 607  | 666  | 1 258 | 1 164 | - |